# Women Painters of the World
Women Painters of the World, from the time of Caterina Vigri, 1413–1463, to Rosa Bonheur and the present day, est un livre assemblé et édité par Walter Shaw Sparrow, donne un aperçu des femmes peintres les plus en vue jusqu'en 1905, l'année de publication.
Le but du livre était de prouver qu'il n'y avait pas de raison de dire que « les réalisations des femmes peintres ont été de second ordre ». Le livre comprend plus de 300 images de peintures de plus de 200 peintres, dont la plupart sont nées au XIXe siècle et ont remporté des médailles lors de diverses expositions internationales. Le livre est un ouvrage de référence utile pour quiconque étudie l'art féminin de la fin du XIXe siècle.

## Liste des artistes mentionnées dans l'ouvrage
- Louise Abbéma
- Madame Abran
- Georges Achille-Fould
- Helen Allingham
- Anna Alma-Tadema
- Laura Theresa Alma-Tadema
- Sophie Gengembre Anderson
- Helen Cordelia Angell
- Sofonisba Anguissola
- Christine Angus
- Berthe Art
- Gerardina Jacoba van de Sande Bakhuyzen
- Antonia de Bañuelos
- Rose Maynard Barton
- Marie Bashkirtseff
- Jeanna Bauck
- Amalie Bauerlë
- Mary Beale
- Lady Diana Beauclerk
- Cecilia Beaux
- Marie-Guillemine Benoist
- Marie Bilders-van Bosse
- Lily Blatherwick
- Tina Blau
- Nelly Bodenheim
- Rosa Bonheur
- Mlle. Bouillier
- Madame Bovi[2]
- Olga Boznanska
- Louise Breslau
- Elena Brockmann
- Jennie Augusta Brownscombe
- Anne Frances Byrne
- Katharine Cameron
- Margaret Cameron (Mary Margaret Cameron)
- Marie-Gabrielle Capet
- Margaret Sarah Carpenter
- Madeleine Carpentier
- Rosalba Carriera
- Mary Cassatt
- Marie Cazin
- Francine Charderon
- Marian Emma Chase
- Zoé-Laure de Chatillon
- Jeanne-Élisabeth Chaudet
- Lilian Cheviot
- Mlle Claudie (Isabelle Halgan)
- Christabel Cockerell
- Marie-Amélie Cogniet
- Uranie Alphonsine Colin-Libour
- Jacqueline Comerre-Paton
- Cornelia Conant
- Delphine Arnould de Cool-Fortin
- Diana Coomans
- Maria Cosway
- Amelia Curran
- Louise Danse
- Héléna Arsène Darmesteter
- Maria Davids
- Césarine Davin-Mirvault
- Evelyn De Morgan
- Jane Mary Dealy
- Virginie Demont-Breton
- Marie Destrée-Danse
- Margaret Isabel Dicksee
- Agnese Dolci
- Angèle Dubos
- Victoria Dubourg
- Clémentine-Hélène Dufau
- Mary Elizabeth Duffield-Rosenberg
- Maud Earl
- Marie Ellenrieder
- Alix-Louise Enault
- Alice Maud Fanner
- Catherine Maria Fanshawe
- Jeanne Fichel
- Rosalie Filleul
- Fanny Fleury
- Julia Bracewell Folkard
- Lavinia Fontana
- Elizabeth Adela Forbes
- Eleanor Fortescue-Brickdale
- Consuélo Fould
- Empress Frederick of Germany
- Elizabeth Jane Gardner
- Artemisia Gentileschi[3]
- Diana Ghisi
- Ketty Gilsoul-Hoppe
- Marie-Éléonore Godefroid
- Eva Gonzalès
- Maude Goodman
- Mary L. Gow
- Kate Greenaway
- Rosina Mantovani Gutti
- Gertrude Demain Hammond
- Emily Hart
- Hortense Haudebourt-Lescot
- Alice Havers
- Ivy Heitland
- Catharina van Hemessen
- Matilda Heming
- Mrs. John Herford
- Emma Herland
- E. Baily Hilda
- Dora Hitz
- A. M. Hobson
- Adrienne van Hogendorp-s' Jacob
- Lady Holroyd
- Amelia Hotham
- M. J. A. Houdon
- Joséphine Houssay
- Barbara Elisabeth van Houten
- Sina Mesdag van Houten
- Julia Beatrice How
- Mary Young Hunter
- Helen Hyde
- Infanta María de la Paz of Spain
- Blanche Jenkins
- Marie Jensen
- Louisa Jopling
- Angelica Kauffman
- Lucy E. Kemp-Welch
- Jessie M. King
- Elisa Koch
- Käthe Kollwitz
- Adélaïde Labille-Guiard
- Ethel Larcombe
- Hermine Laucota
- Madame Le Roy
- Louise-Émilie Leleux-Giraud
- Judith Leyster
- Barbara Longhi
- Princesse Louise, Duchesse d'Argyll
- Marie Seymour Lucas
- Marie Lucas Robiquet
- Vilma Lwoff-Parlaghy
- Ann Macbeth
- Biddie Macdonald
- Jessie Macgregor
- Violet Manners, Duchess of Rutland
- Marie Antoinette Marcotte
- Madeline Marrable
- Edith Martineau
- Caroline de Maupéou
- Constance Mayer
- Anne Mee
- Margaret Meen
- Maria S. Merian
- Anna Lea Merritt
- Georgette Meunier
- Eulalie Morin
- Berthe Morisot
- Mary Moser
- Marie Joséphine Nicolas
- Beatrice Offor
- Adeline Oppenheim Guimard
- Blanche Paymal-Amouroux
- Marie Petiet
- Constance Phillott
- Maria Katharina Prestel
- Henrietta Rae
- Suor Barbara Ragnoni
- Katherine Read
- Marie Magdeleine Real del Sarte
- Flora Macdonald Reid
- Maria G. Silva Reis
- Mrs. J. Robertson
- Suze Robertson
- Ottilie Roederstein
- Juana Romani
- Adèle Romany
- Jeanne Rongier
- Henriëtte Ronner-Knip
- Baroness Lambert de Rothschild
- Sophie Rude
- Rachel Ruysch
- Eugénie Salanson
- Adelaïde Salles-Wagner
- Amy Sawyer
- Helene Schjerfbeck
- Félicie Schneider
- Anna Maria Schurman
- Thérèse Schwartze
- Francesca Stuart Sindici
- Elisabetta Sirani
- Sienese Nun Sister A
- Sienese Nun Sister B
- Minnie Smythe
- Élisabeth Sonrel
- Lavinia Spencer, comtesse Spencer
- Mary Ellen Edwards
- Louisa Starr
- Marianne Stokes
- Elizabeth Strong
- Mary Rankin Swan (Mrs. J. M. Swan)
- Annie Swynnerton
- E. De Tavernier
- Elizabeth Upton, baronne Templetown
- Ellen Thesleff
- Elizabeth Thompson
- Maria Tibaldi Subleyras
- Frédérique Vallet-Bisson
- Caroline de Valory
- Mlle. de Vanteuil[4]
- Elisabeth Vigée-Lebrun
- Caterina Vigri
- Louisa Beresford (marquise de Waterford)
- Herminie Waternau
- Caroline Watson
- Cecilia Wentworth
- E. Wesmael
- Florence White
- Maria Wiik
- Julie Wolfthorn
- Juliette Wytsman
- Annie Marie Youngman
- Jenny Zillhardt

## Galerie

Quelques œuvres présentées dans l'ouvrage
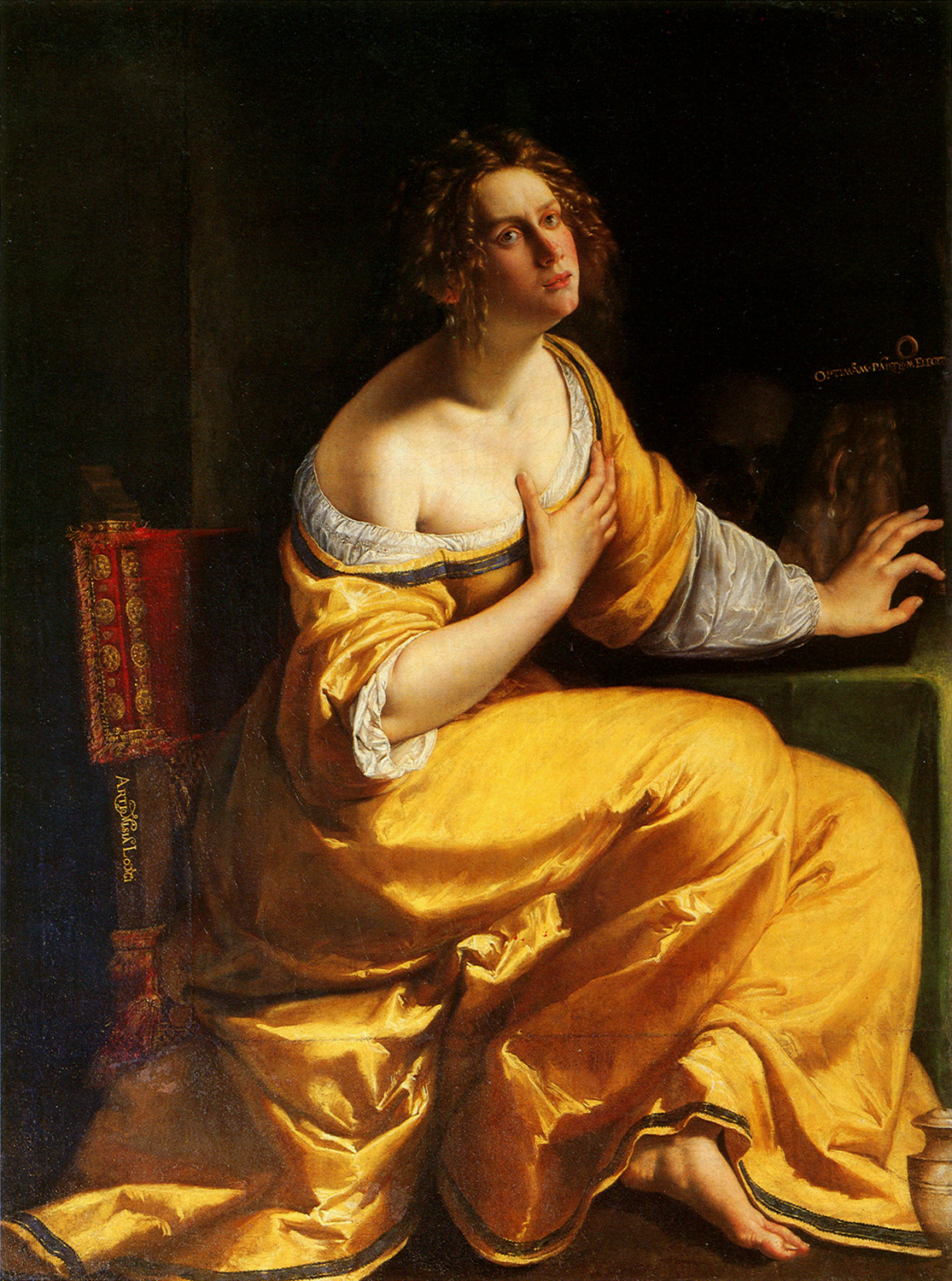
La Conversion de Madeleine par Artemisia Gentileschi (17e siècle)
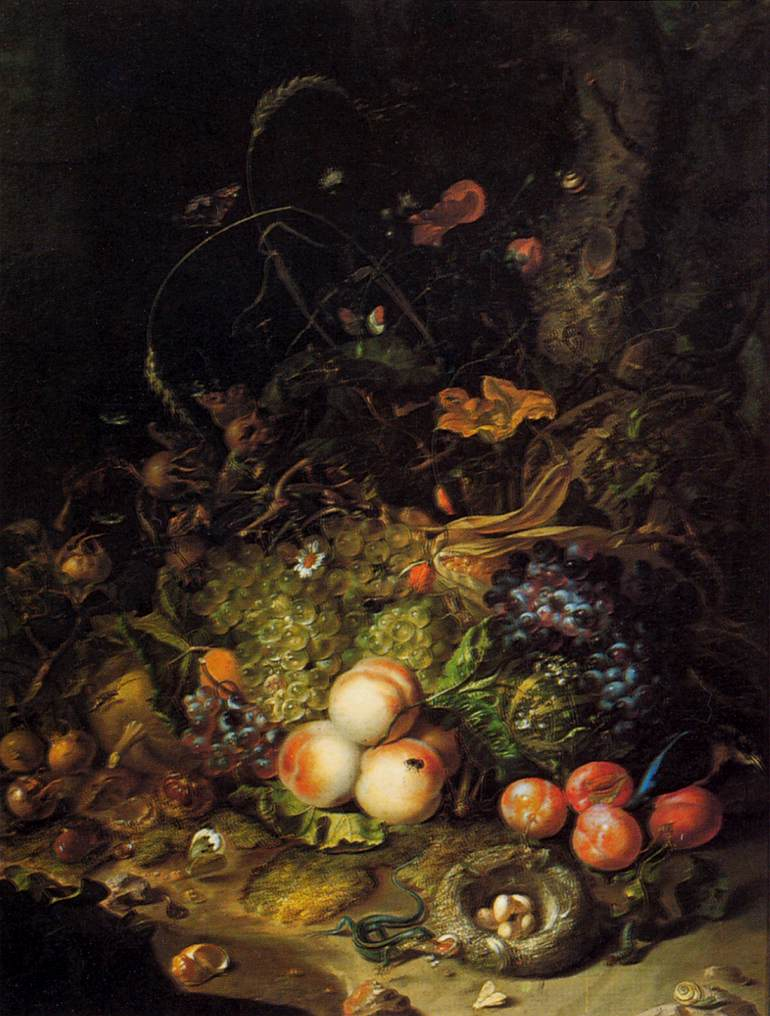
Fleurs, fruits et insectes par Rachel Ruysch (1716)
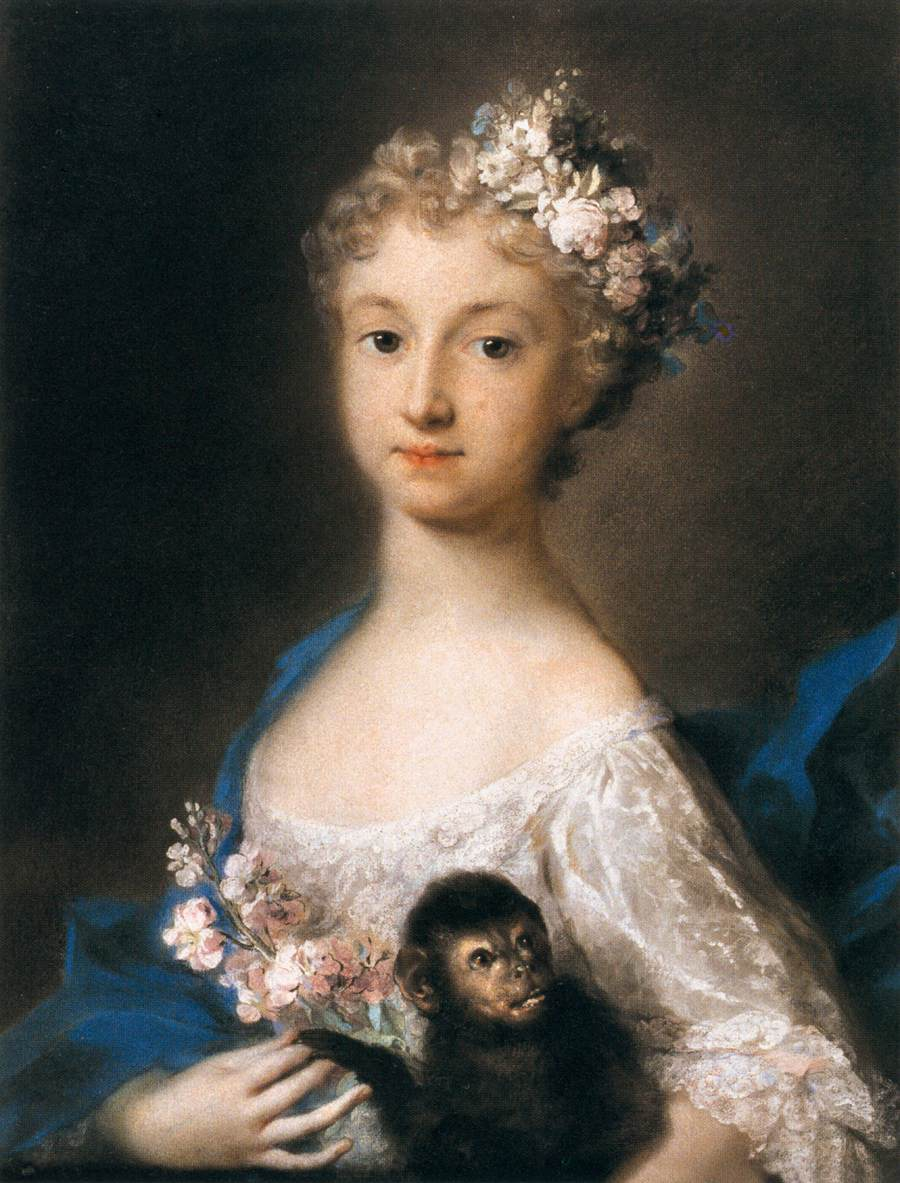
Jeune fille tenant un singe par Rosalba Carriera (18e siècle)
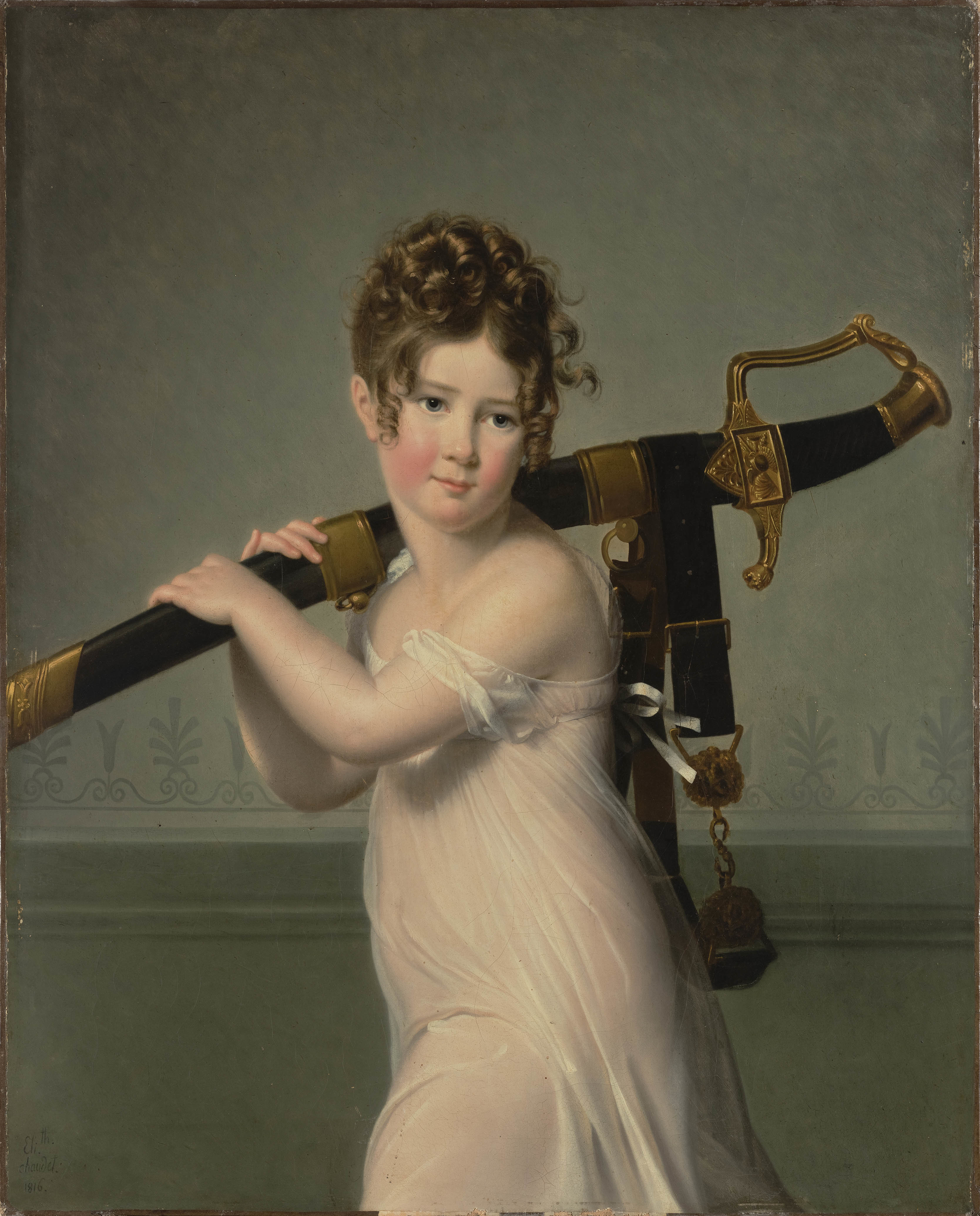
Jeune fille tenant le sabre de son père (1816) de Jeanne-Élisabeth Chaudet (présenté à tort comme Portrait de Madame Villot, née Barbier)
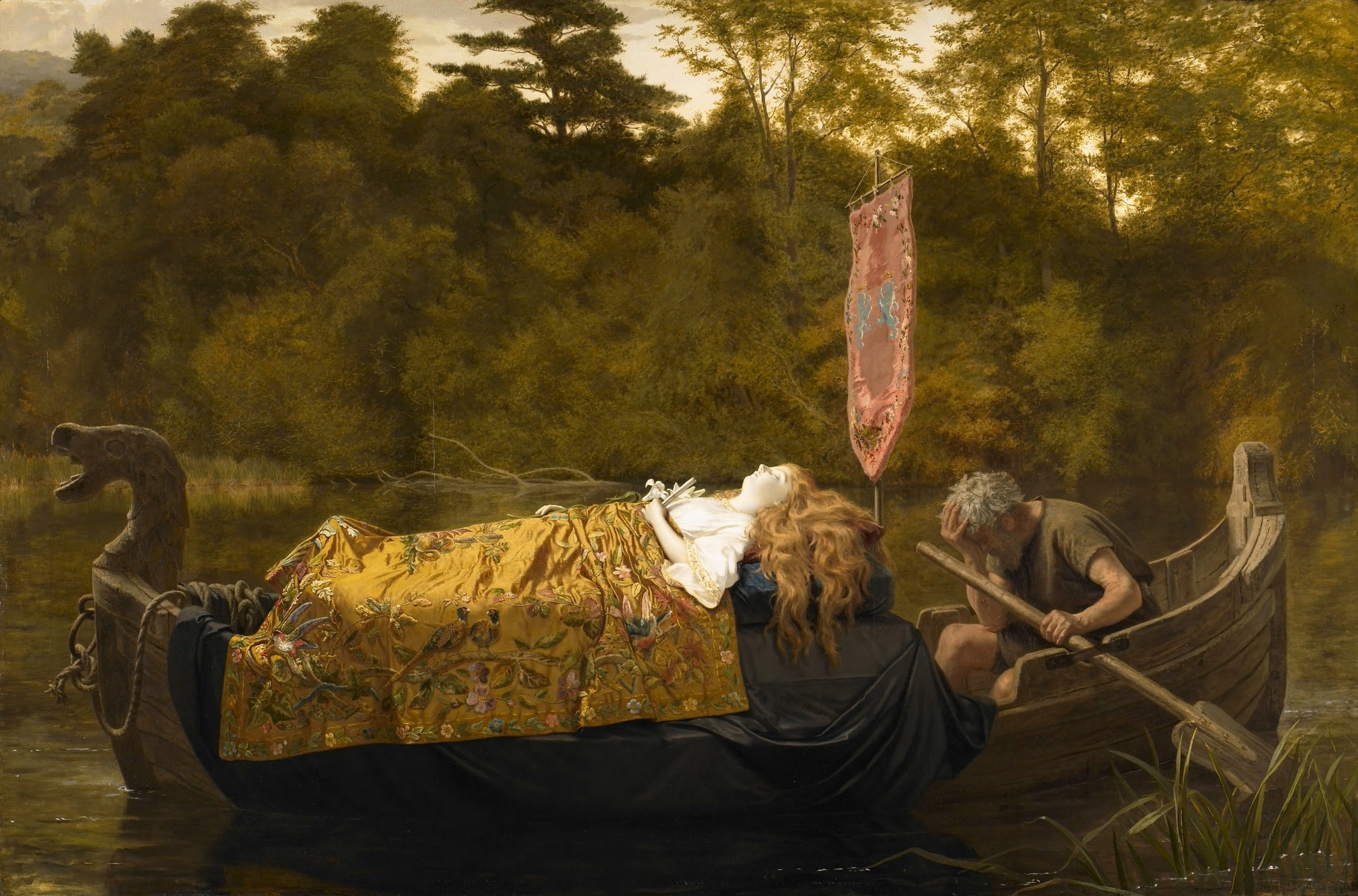
Elaine par Sophie Gengembre Anderson (1870)
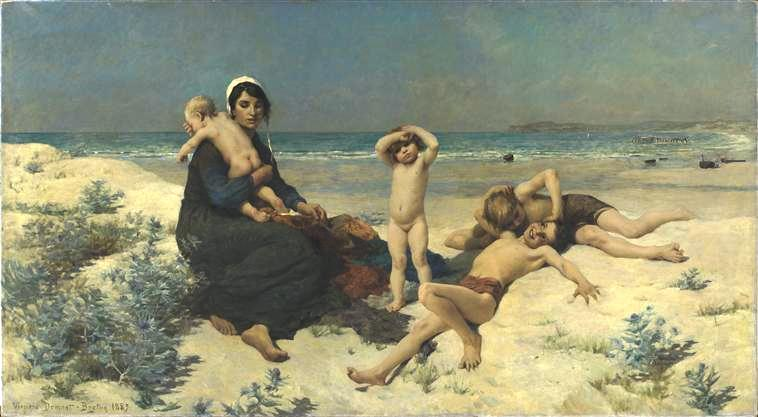
La plage par Virginie Demont-Breton (1883)
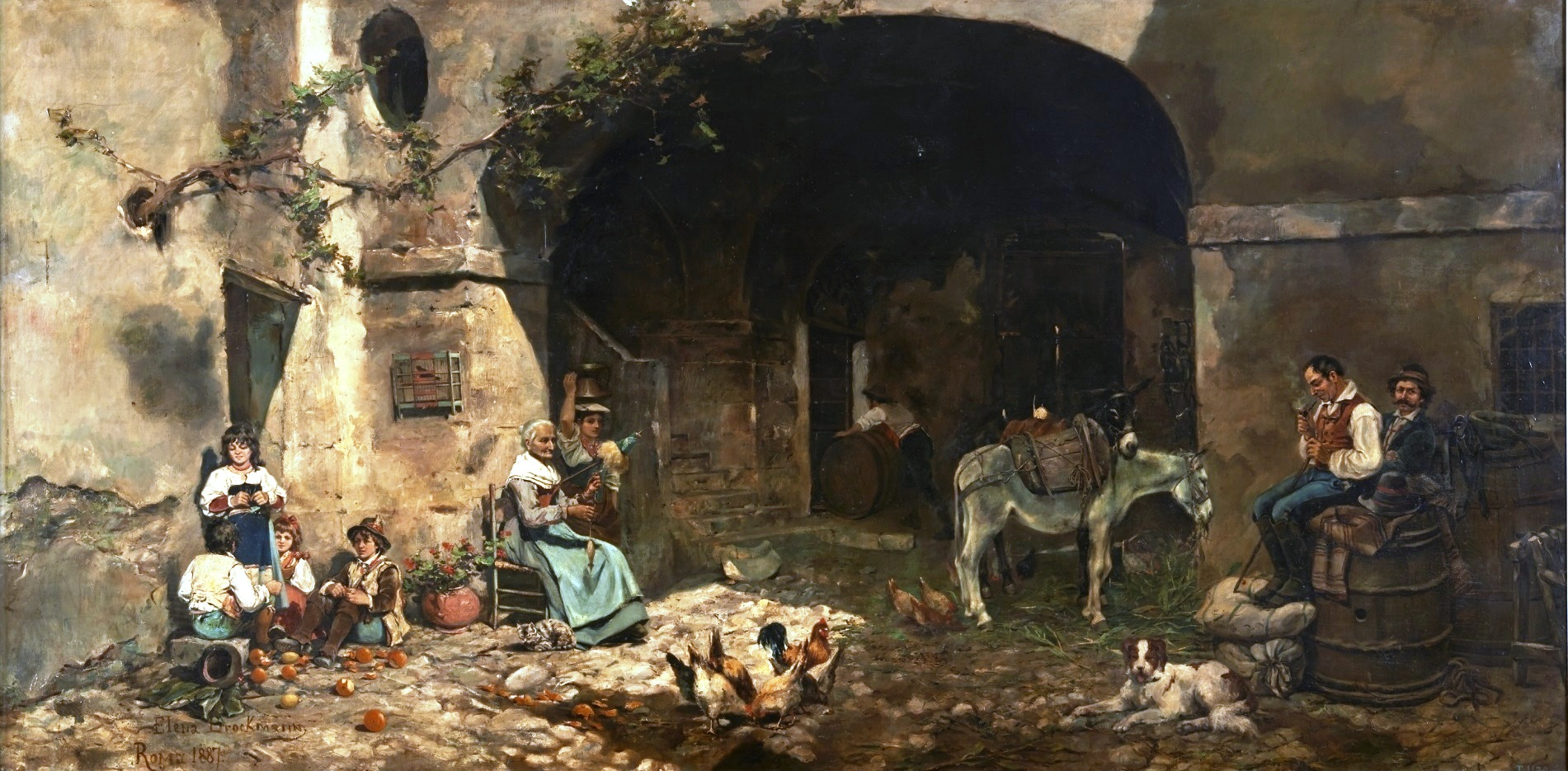
El patio de un parador par Elena Brockmann (1887)
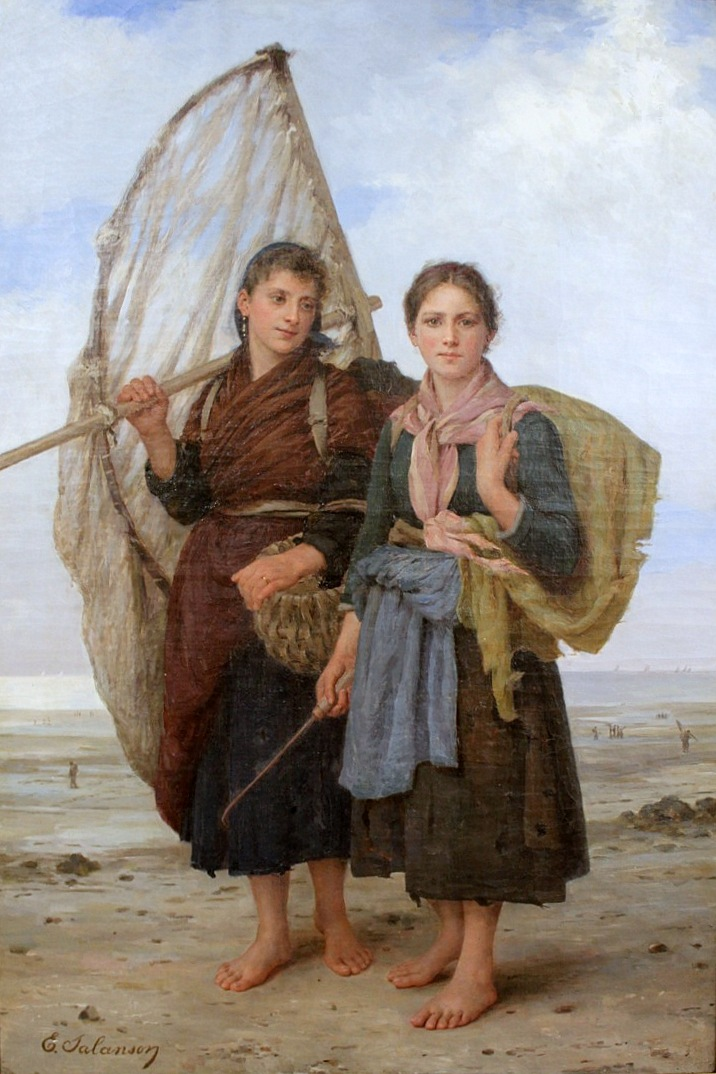
A marée basse par Eugénie Salanson (1890)
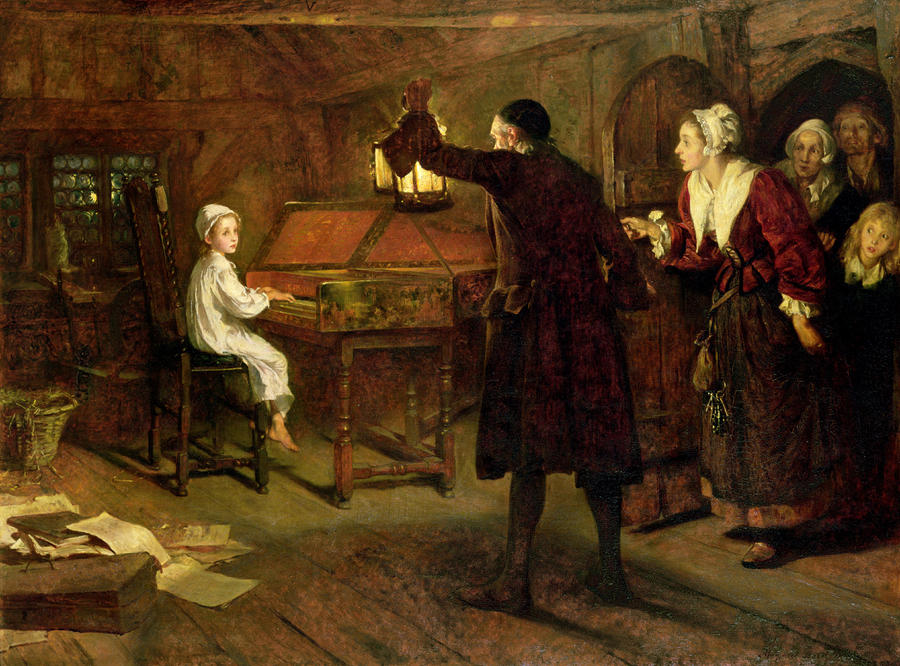
L'Enfant Haendel par Margaret Dicksee (1893)
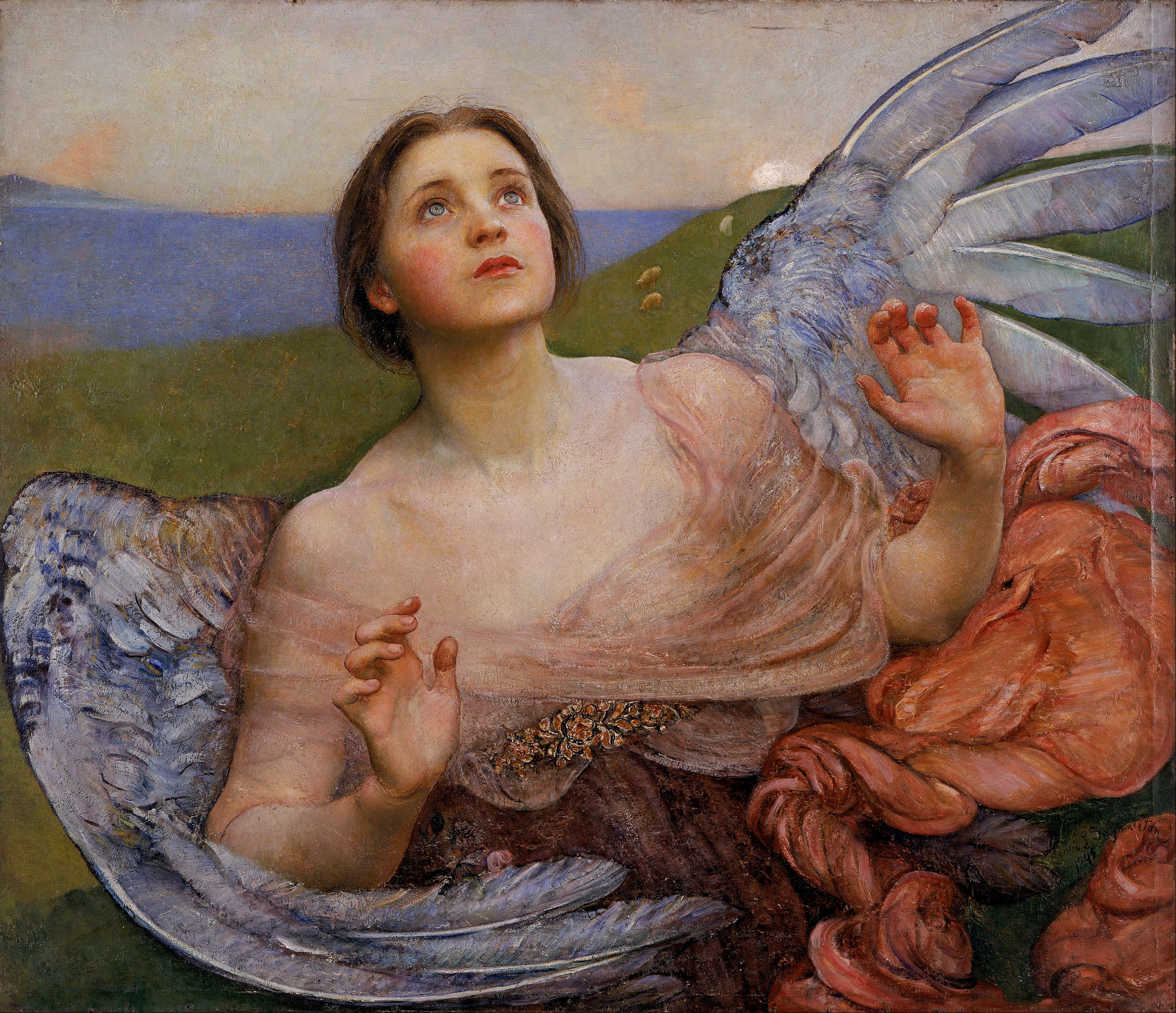
The Sense of Sight par Annie Swynnerton (1895)
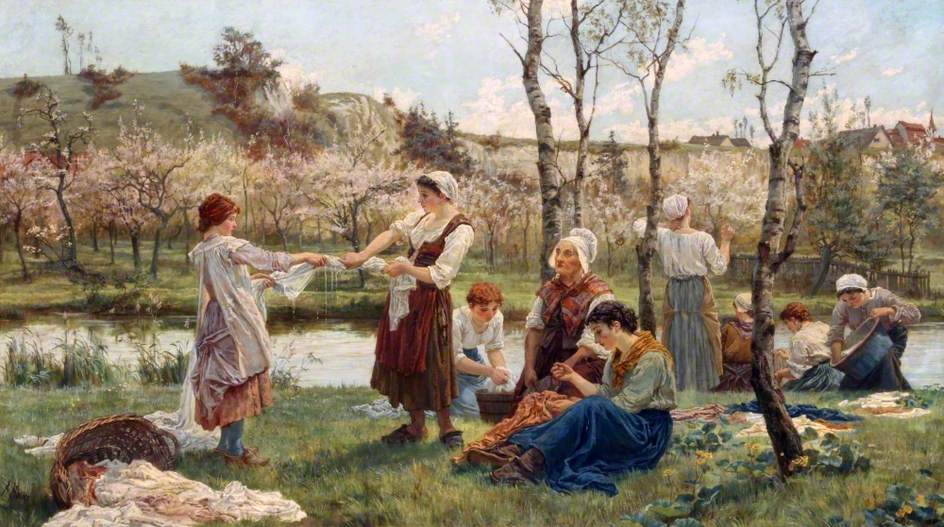
Blanchisseuses par Alice Havers (19e siècle)
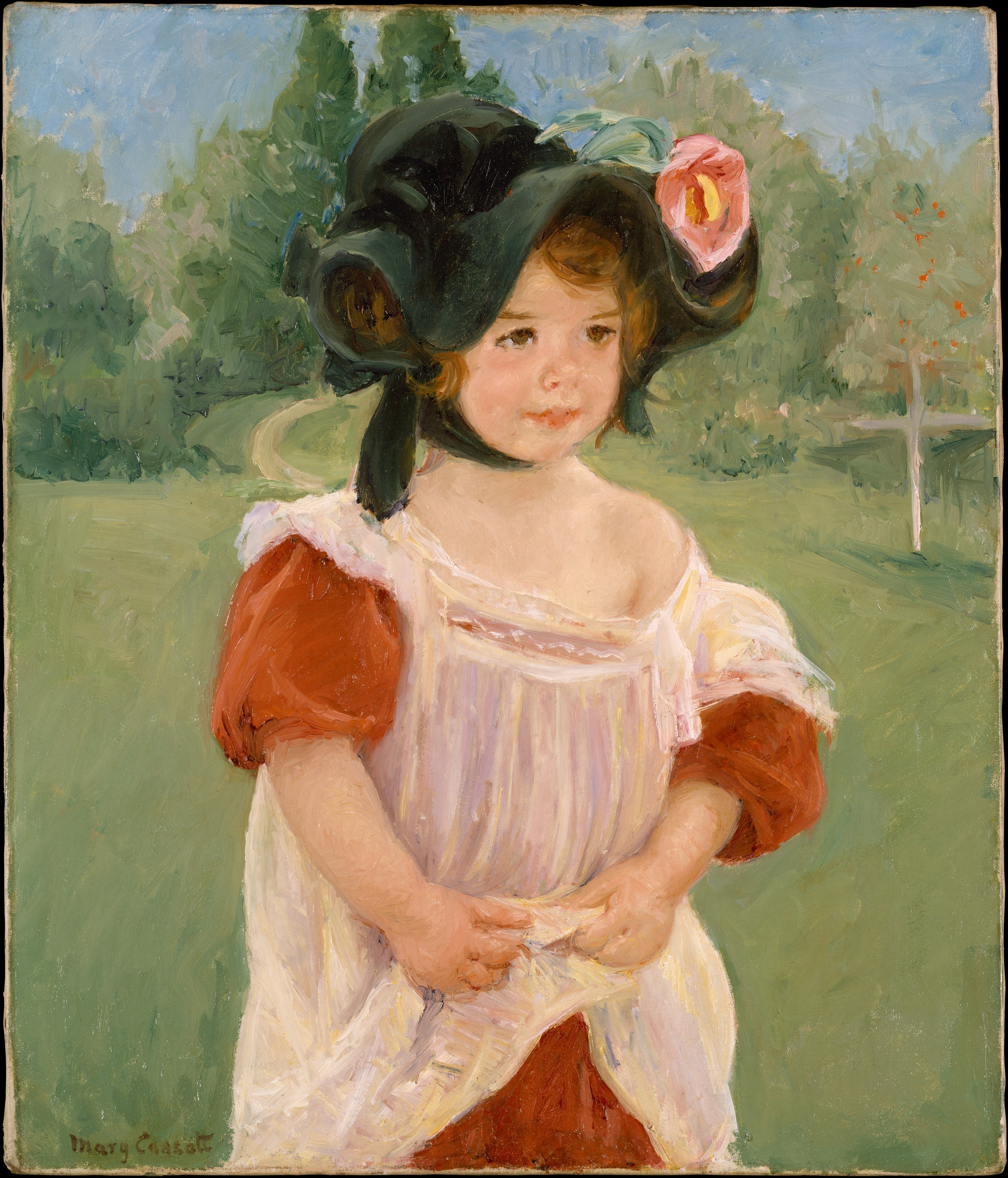
Spring: Margot Standing in a Garden par Mary Cassatt (1900)
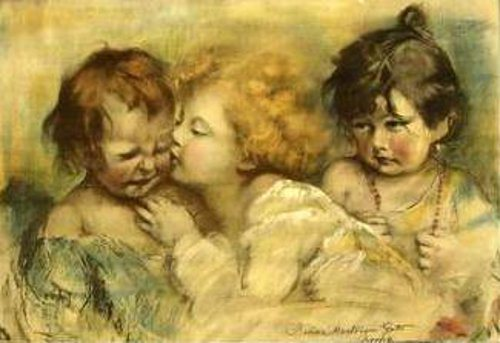
The Peacemaker par Rosina Mantovani Gutti (1905)
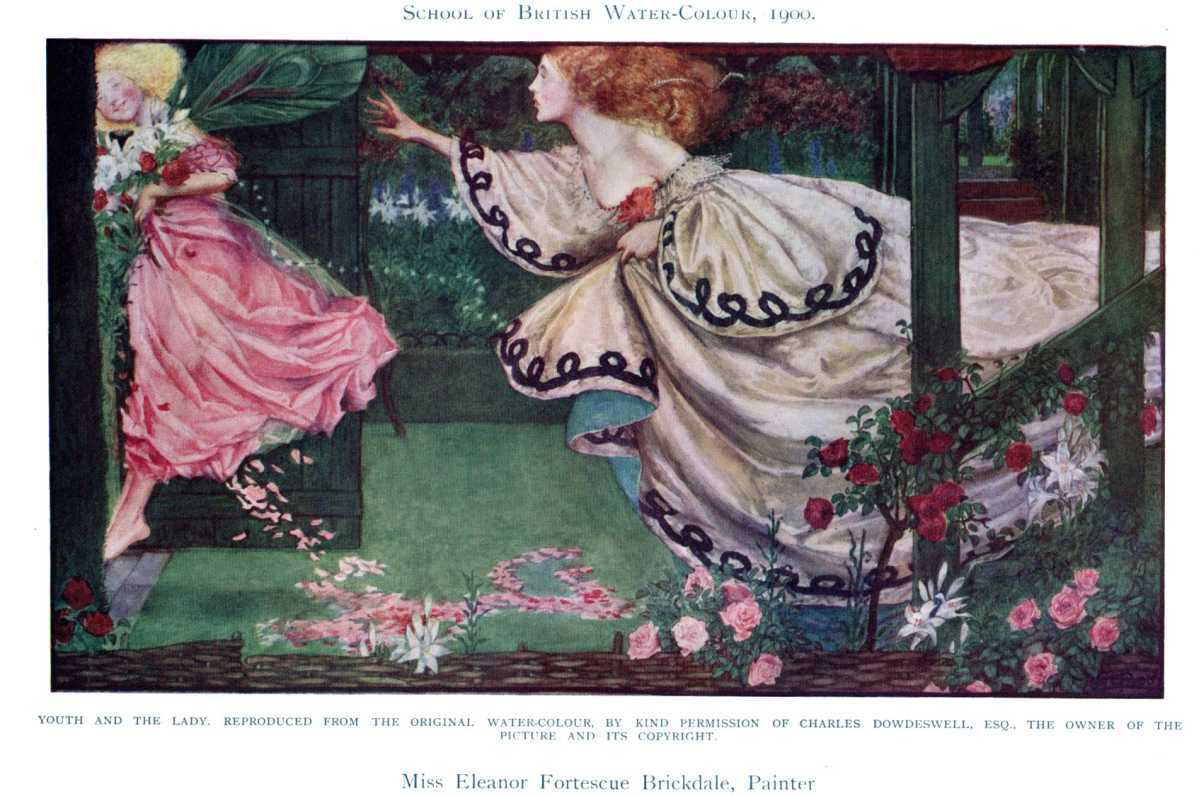
Youth and the Lady par Eleanor Fortescue-Brickdale (1905)